# Hospital universitario del Sarre
El Hospital Universitario del Sarre (UKS) (en alemán: Universitätsklinikum des Saarlandes), es el hospital de la Universidad del Sarre ubicada en Homburgo. Se concentra al sur del centro de la ciudad, con más de 100 edificios de clínicas distribuidos en más de 200 hectáreas de bosque. El hospital universitario es uno de los más importantes de sur-poniente de Alemania.
En el transcurso del proyecto UKS Projekt Zukunft (proyecto de porvenir del UKS), que se inició en 2009, se están construyendo numerosos edificios nuevos y se están combinando las clínicas para medicina interna en un gran complejo de edificios. 
Afiliados son la facultad de medicina de la Universidad de Saarland con alrededor de 2000 estudiantes de medicina y un centro escolar con once escuelas para profesiones de la salud.
El Hospital Universitario del Sarre cuenta con 5000 trabajadores y es el segundo empleador más grande de Homburgo.